# Allanche (rivière)
Pour les articles homonymes, voir Allanche.
L'Allanche est une rivière française qui coule dans le département du Cantal. C'est un affluent de l'Alagnon, donc un sous-affluent de la Loire par l'Alagnon et l'Allier.

## Géographie
L'Allanche naît au sein du parc naturel régional des Volcans d'Auvergne, sur le haut plateau du Cézallier, situé à l'est du monts du Cantal. Elle prend ainsi naissance sur le territoire de la commune d'Anzat-le-Luguet dans le département du Puy-de-Dôme, à trois kilomètres au sud-ouest du signal du Luguet. Elle franchit rapidement la limite du département du Cantal tout proche et se dirige dès lors vers le sud, direction qu'elle ne quitte plus jusqu'aux abords de son confluent avec l'Alagnon au niveau de Neussargues-Moissac.

## Affluents
L'Allanche compte 14 affluents référencés :
- Le ruisseau de Monval
- Le ruisseau des Ribeyres
- Le ruisseau de Coudour
- Le ruisseau Chastelou
- Le ruisseau Chavanon
- Le ruisseau de Vernols
- Le ruisseau de la Prune
- Le ruisseau de la Guanne
- Le ruisseau Roche
- Le ruisseau Mouret
- Le ruisseau du Lac
- Le ruisseau de Clausier
- Le ruisseau de Serrusse
- Le ruisseau de Rechaydrat

## Communes traversées
- Département du Puy-de-Dôme : Anzat-le-Luguet.

- Département du Cantal : Marcenat, Pradiers, Allanche, Sainte-Anastasie, Chalinargues, Joursac, et Neussargues-Moissac.

## Hydrologie
Le débit de l'Allanche a été observé pendant une période de 43 ans (1965-2007), à Joursac, localité située juste avant son confluent avec l'Alagnon. Le bassin versant de la rivière y est de 157 km2, soit la quasi-totalité de ce dernier.
Le module de la rivière à Joursac est de 2,94 m3/s.
L'Allanche présente des fluctuations saisonnières de débit assez marquées, avec des hautes eaux d'hiver-printemps portant le débit mensuel moyen à un niveau situé entre 4,12 et 5,01 m3/s, de décembre à avril inclus (avec un maximum en février et mars), et des basses eaux d'été, de juillet à septembre inclus, accompagnées d'une baisse du débit moyen mensuel allant jusqu'à 0,88 m3/s au mois d'août, ce qui reste assez consistant.
À l'étiage, le VCN3 peut chuter jusque 0,340 m3/s, en cas de période quinquennale sèche, soit 340 litres par seconde, ce qui n'est pas trop sévère.
Les crues peuvent être importantes, caractéristique partagée par la plupart des cours d'eau du bassin de la Loire, mais sans commune mesure avec les crues affectant les rivières de la partie occidentale du bassin de ce fleuve (Creuse, Gartempe, Mayenne, Sèvre nantaise ou encore Oudon, Anglin et même Braye).
Ainsi les QIX 2 et QIX 5 valent respectivement 28 et 43 m3/s. Le QIX 10 est de 52 m3/s, le QIX 20 de 62 m3/s, tandis que le QIX 50 vaut 74 m3/s.
Le débit instantané maximal enregistré à Joursac durant la période d'observation, a été de 87,5 m3/s le 1er mars 1988, tandis que la valeur journalière maximale était de 72,5 m3/s le 18 mars de la même année. En comparant la première de ces valeurs à l'échelle des QIX de la rivière, cette crue était plus que d'ordre cinquantennal, et donc exceptionnelle.
Alimentée par les précipitations importantes des régions du Cézallier qu'elle traverse, l'Allanche est une rivière très abondante. La lame d'eau écoulée dans son bassin versant est de 593 millimètres annuellement, ce qui est nettement supérieur à la moyenne d'ensemble de la France tous bassins confondus (près du double), ainsi bien sûr qu'à l'ensemble du bassin de la Loire (244 millimètres). Le débit spécifique (ou Qsp) de la rivière affiche de ce fait un chiffre élevé : 18,7 litres par seconde et par kilomètre carré de bassin.